# 足立修 (野球)
足立 修（あだち おさむ、1964年1月23日 - ）は、長野県松本市出身の元アマチュア野球選手（内野手）、野球指導者。

## 来歴・人物
松商学園高校では三塁手として活躍し、1979年の夏の甲子園、1980年の夏の甲子園に出場した経験がある。高校卒業後に早稲田大学に進学して硬式野球部に所属し、東京六大学野球リーグでは投手として活躍し、通算19勝を挙げた。1985年の日米大学野球の全日本メンバーにも選ばれた。
大学卒業後は、社会人野球のプリンスホテルのチームに入団。プロ野球からも誘いがあったが、4年生の秋に肩を壊してしまったことから遠慮し、プリンスの複数の関係者から熱心な誘いがあったため同社を選んだ。投手として入社し、1年目の都市対抗野球予選でマウンドに上がったが、その後肩の痛みが再発したため手術を受け、翌年から三塁手に転向しさっそくレギュラーポジションをつかんだ。しかし都市対抗予選ではレギュラーだったものの本大会では2年連続で三塁手のポジションを補強選手の初芝清（東芝府中）に奪われてしまう。当時の監督だった石山建一は、この頃から既に足立を「将来の監督の器」として考えており、選手として潰れることを恐れ、あえて足立を控えに回していたという。1989年の都市対抗野球では小川博文がプロ入りしたあとの二塁手のレギュラーとして（三塁手には石井浩郎が台頭した）チームの優勝に貢献し、翌年の第31回世界アマチュア選手権大会の全日本メンバーにも選ばれた。宮本慎也と三遊間を組んだこともある。
1995年、石山の退任に伴いプリンスホテルの監督に就任。2000年の廃部まで監督を務め、小林幹英や大沼幸二らを育てた。その後はプリンスホテル本社人事部所属となり、主に採用やリストラなどの業務を担当した。
2011年7月15日に同ホテルを退職し、同年8月1日に小尾淳美の後任として母校・松商学園高校の監督(広報情報課長を兼任という形で)に就任した。松商では2015年の春の選抜、2017年・2021年の夏の甲子園へ出場を果たした。指導者の若返りを図る学校側の意向により2022年2月14日に今夏限りでの退任が明らかとなった。